# Bartolomeo Vitelleschi
Pour les articles homonymes, voir Vitelleschi.
Bartolomeo Vitelleschi, né à Corneto, dans l'actuelle région du Latium, Italie, alors dans les États pontificaux, et mort à Modon le 14 décembre 1463, est un pseudo-cardinal italien. Il est le neveu du cardinal Giovanni Vitelleschi (1437).

## Biographie
Bartolomeo Vitelleschi est protonotaire apostolique et est nommé évêque de Montefiascone et Corneto. Il est gouverneur de la province du Patrimoine. Il participe au concile de Bâle et est déposé comme évêque par le pape Eugène IV.
L'antipape Félix V le crée cardinal lors du consistoire du 6 avril 1444. Il renonce au cardinalat et est nommé évêque de Carpentras par le pape Nicolas V en 1447 et nommé évêque de Corneto et Montefiascone de nouveau la même année. Il meurt en Grèce en 1463 en se rendant en pèlerinage à Jérusalem.